# 美麗徑

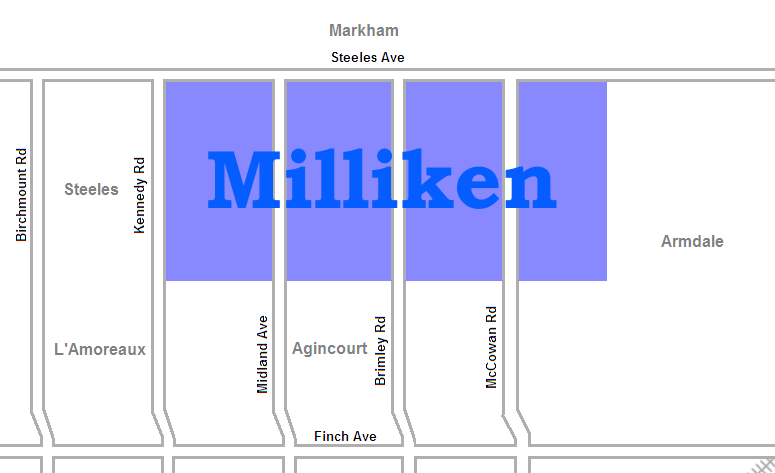
美麗徑位於多倫多市以内的部分

美麗徑（英語：Milliken）是加拿大安大略省大多倫多地區一個跨越市界的社區。該區在行政管理上以士刁士東路一分為二：以南的地區屬多倫多市士嘉堡區，以北則屬約克區萬錦市。整體而言，美麗徑於南北兩端分別以芬治東路和東14街為界，東西則以萬錦道和堅尼地道為界。
美麗徑的英文名稱來自諾姆·米利肯（Norm Milliken）。他於1807年從紐賓士域遷居至萬錦，並創立了一間伐木公司和一間酒店。隨著華人於20世紀後期陸續遷至該區，「美麗徑」亦成為該區的慣用中文譯名。
美麗徑位於多倫多市以内的部分於2006年有26,265名居民，較2001年下跌2.1%。華人為區内最大族裔，佔區内居民總數64.2%，而區内也有約49%居民在家中講中文。

## 交通
GO通勤鐵路的斯托維爾綫設有美麗徑站。

## 經濟

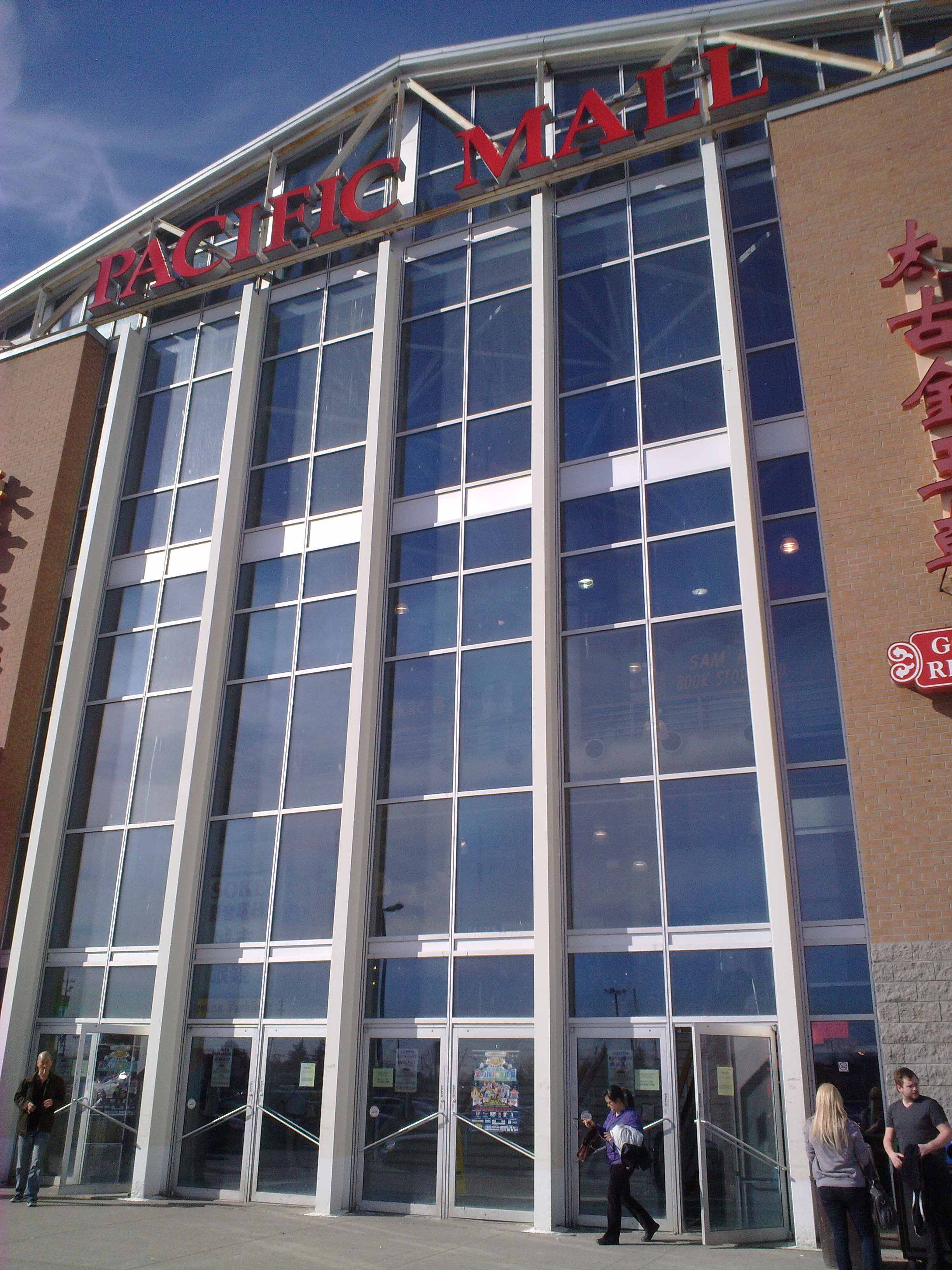
太古廣場

隨著區内的華裔人口於20世紀後期飆升，數座以亞裔社群為目標的商場也相繼沿區内的士刁士大道落成，包括在萬錦的太古廣場（Pacific Mall）和城市廣場（將改建成匯通廣場），和在多倫多的錦繡中華廣場（Splendid China Tower）以及遨天置地。

## 鄰近社區
- 於人村，位於美麗徑以北
- 愛靜閣，位於美麗徑以南

## 外部連結
- City of Toronto - Milliken Neighbourhood Profile （页面存档备份，存于）

43°49′31″N 79°18′01″W / 43.82528°N 79.30028°W